# Tornados de 2019
Esta página documenta tornados notáveis e surtos de tornados em todo o mundo em 2019. Tornados fortes e destrutivos se formam com mais frequência nos Estados Unidos, Argentina, Brasil, Bangladesh e Índia Oriental, mas podem ocorrer em quase qualquer lugar sob as condições certas. Tornados também se desenvolvem ocasionalmente no sul do Canadá durante o verão do Hemisfério Norte e com alguma regularidade em outras épocas do ano na Europa, Ásia, Argentina e Austrália. Os eventos tornados são frequentemente acompanhados por outras formas de clima severo, incluindo fortes tempestades, ventos fortes e granizo.
Houve 1.676 relatórios filtrados preliminares de tornados nos Estados Unidos em 2019, dos quais 1.529 foram confirmados. Isso fez de 2019 a quarta temporada mais ativa já registrada, atrás de 2008, 2011 e 2004. Em todo o mundo, 101 mortes relacionadas ao tornado foram confirmadas; 42 nos Estados Unidos, 28 no Nepal, 14 na China, oito em Cuba, dois na África do Sul, Turquia e Indonésia, e um no Chile, Itália e Japão.

## Eventos

### Total anual dos Estados Unidos
| FU  | F0  | F1  | F2  | F3 | F4 | F5 | Total |
| --- | --- | --- | --- | -- | -- | -- | ----- |
| 179 | 655 | 540 | 119 | 33 | 3  | 0  | 1.529 |

## Janeiro
Houve 18 tornados relatados nos Estados Unidos em janeiro; no entanto, 22 foram confirmados.

### 11 a 12 de janeiro (Indonésia)
Em 11 de janeiro, três tornados se formaram em Java Ocidental, na Indonésia. O primeiro tornado atingiu Karawang com intensidade desconhecida, danificando 21 a 25 casas na aldeia de Kopo-Leste e outras 10 casas na aldeia de Tegaljaya. Uma pessoa ficou ferida durante este tornado. O segundo e terceiro tornados atingiram Rancaekek, Bandungue e danificaram mais de 640 casas, ferindo duas pessoas. Em 12 de janeiro, um tornado atingiu Sukabumi danificando 89 casas.

### 19 de janeiro

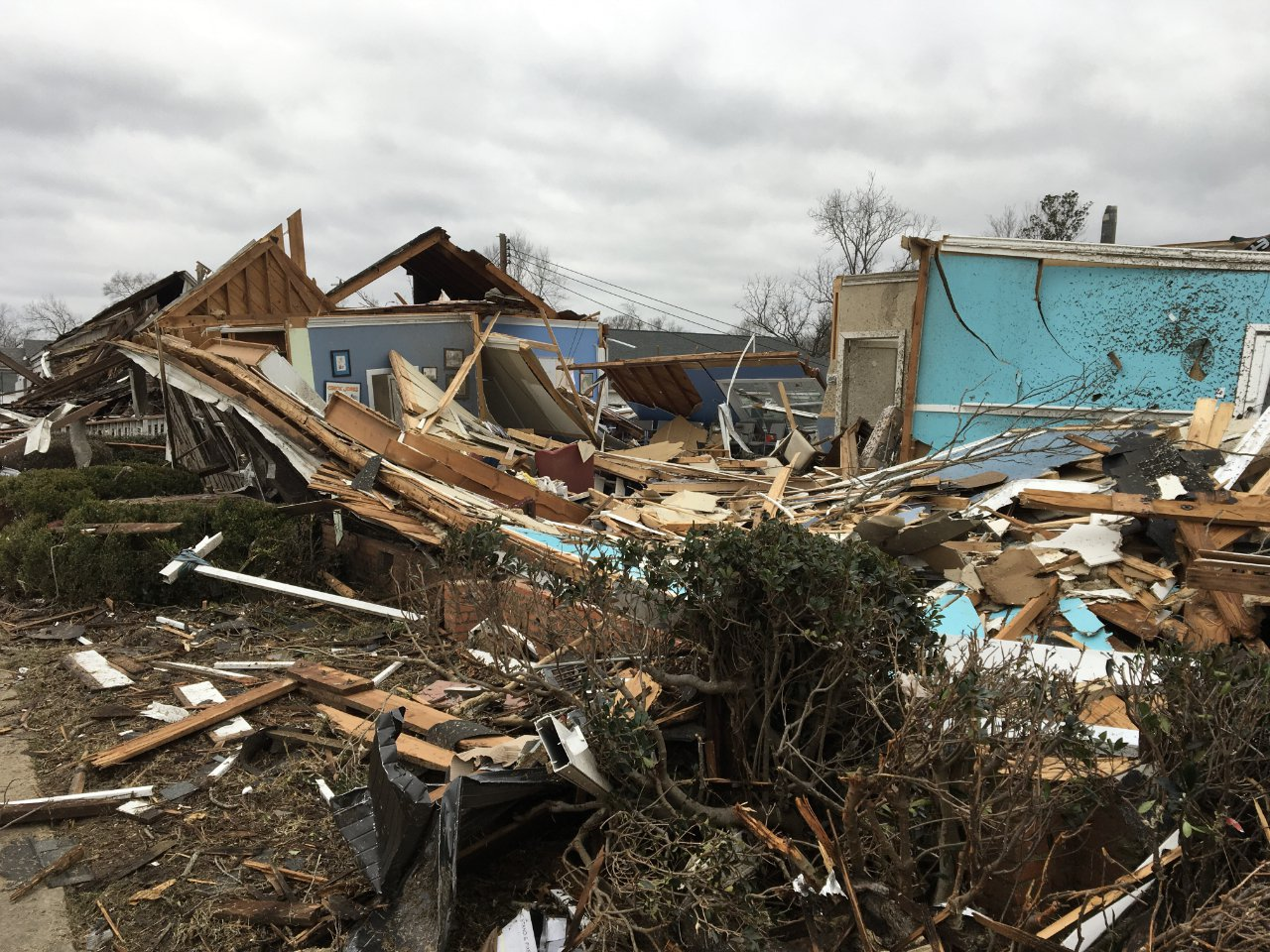
Danos de EF2 de ponta à Primeira Igreja Presbiteriana em Wetumpka, Alabama.

Em 19 de janeiro, o Centro de Previsão de Tempestades emitiu um leve risco de mau tempo para grande parte do Mississippi e do Alabama, juntamente com partes da Louisiana, Geórgia e Florida Panhandle. Isso incluiu um risco de 5% de tornados. Um pequeno surto de tornado afetou o Deep South mais tarde naquele dia. Cinco tornados fracos atingiram o Mississippi e a Louisiana nas primeiras horas da manhã, incluindo um tornado EF1 que destruiu uma casa móvel e um prédio de armazenamento e causou danos consideráveis no telhado das casas vizinhas a nordeste de Franklinton, Louisiana. Um tornado EF2 de ponta causou danos estruturais significativos em Wetumpka, Alabama. A Primeira Igreja Presbiteriana foi destruída, junto com a Primeira Igreja Batista, a delegacia de polícia, um centro de idosos e várias casas foram severamente danificadas ou destruídas. Quatro pessoas ficaram feridas. Um tornado EF1 perto de Booth, Alabama, destruiu um trailer, ferindo duas pessoas dentro dele. Três outros tornados EF1 atingiram o Alabama e o Panhandle da Flórida, incluindo um que causou danos na Base Aérea de Tyndall. No geral, este surto produziu 10 tornados e resultou em seis feridos.

### 24 de janeiro (Indonésia)
Em Sukoharjo, Java do Meio, um tornado pousou e abriu ou causou danos significativos ao telhado de 50 casas em Sukoharjo e em 25 outras em Jetis e Gayam. Quatro casas também foram danificadas pela queda de árvores. Em Maluku Tenggara, uma tromba d'água atingiu a costa, danificando oito casas, três delas gravemente, e danificando gravemente a cúpula de uma mesquita.

### 24 de janeiro (Turquia)
| FU | F0 | F1 | F2 | F3 | F4 | F5 |
| -- | -- | -- | -- | -- | -- | -- |
| 0  | 0  | 1  | 3  | 0  | 0  | 0  |

Em 24 de janeiro, a Turquia foi atingida por quatro tornados. Duas pessoas morreram e 11 ficaram feridas por um tornado F2 na área de Kumluca, na província de Antalya, onde residências e empresas sofreram grandes danos. Vários veículos e atrelados também foram lançados e danificados pelo tornado. Uma das vítimas fatais ocorreu quando um homem tentou se abrigar dentro de um contêiner metálico de carga em um canteiro de obras, enquanto a outra ocorreu devido ao desabamento de um telhado. Outro tornado F2 destruiu uma grande faixa de árvores em uma área densamente florestada perto de Olympos, enquanto um tornado F1 perto de Kum danificou casas e estufas. Em Sahilkent, um tornado F2 também causou danos significativos aos veículos.
Um violento tornado noturno EF4 incomum atingiu o lado leste de Havana, capital de Cuba, matando 8 pessoas e ferindo outras 190, algumas gravemente. O grande tornado chaminé causou grandes danos generalizados ao se mover por áreas densamente povoadas da cidade. Numerosas casas e empresas de alvenaria bem construídas foram seriamente danificadas ou destruídas, incluindo 90 casas que desabaram completamente e mais de 3.500 casas que foram seriamente danificadas ou parcialmente desmoronadas. Estruturas de estrutura de concreto sofreram grandes danos e veículos foram jogados ou esmagados por detritos que caíram, ou foram jogados e mutilados além do reconhecimento. Numerosas árvores e postes de energia também foram quebrados. Este foi o tornado mais forte a atingir Cuba em quase 80 anos, desde que um tornado F4 atingiu Bejucal em 26 de dezembro de 1940.

## Fevereiro
Houve 26 tornados relatados nos Estados Unidos em fevereiro; no entanto, 27 foram confirmados posteriormente.

### 23 a 24 de fevereiro
| EFU | EF0 | EF1 | EF2 | EF3 | EF4 | EF5 |
| --- | --- | --- | --- | --- | --- | --- |
| 0   | 2   | 3   | 1   | 1   | 0   | 0   |

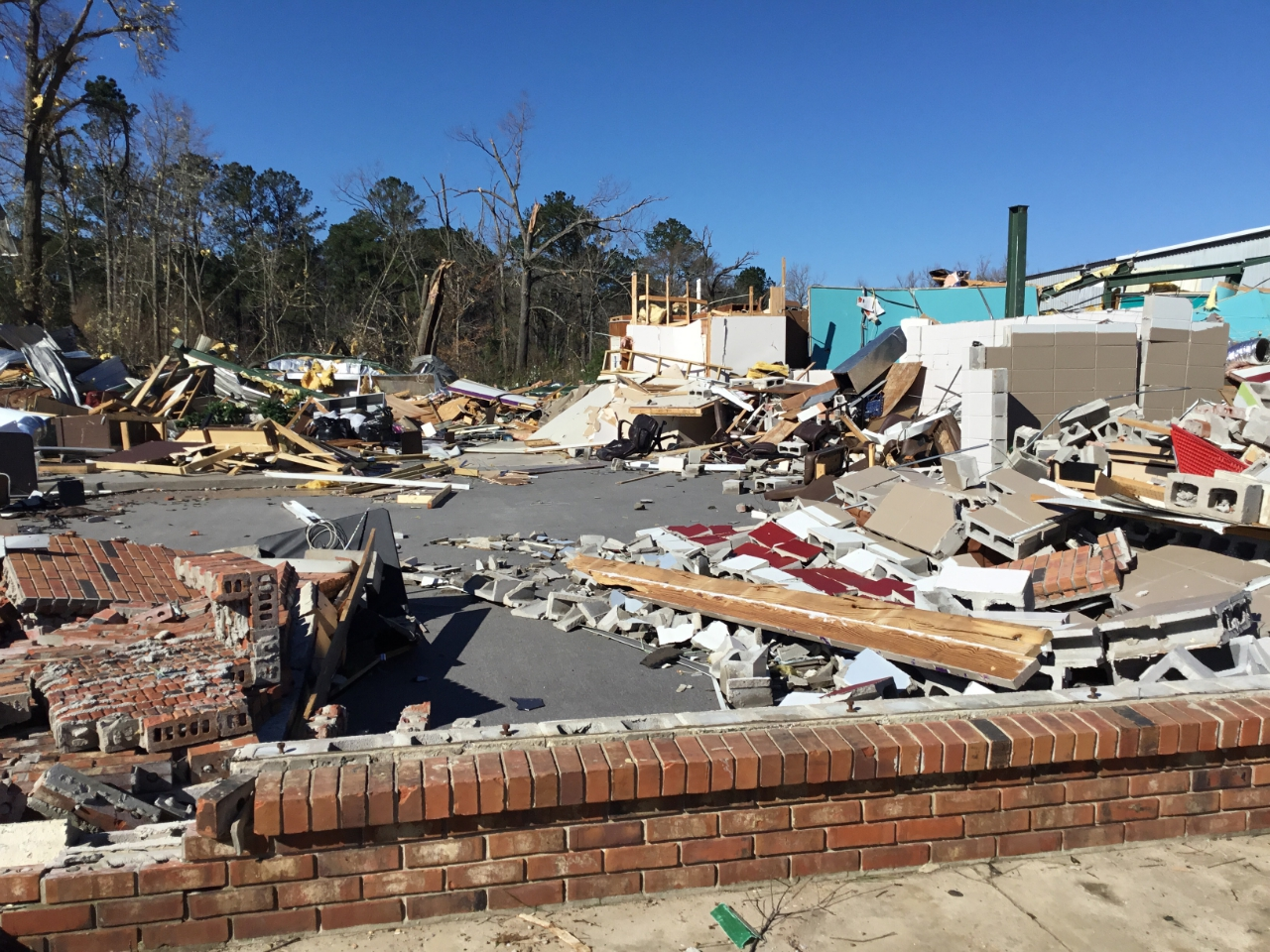
EF3 danos a uma mercearia em Columbus, Mississippi. Uma pessoa foi morta neste local.

Na manhã de 23 de fevereiro, o Centro de Previsão de Tempestades emitiu um risco moderado de mau tempo. Isso incluiu uma área de risco de 15% para tornados. A possibilidade de alguns tornados fortes e de longa duração foi observada. Na noite de 23 de fevereiro, nas primeiras horas da manhã ou 24 de fevereiro, um pequeno surto de tornado ocorreu em partes do Mississippi, Alabama e Geórgia. Um grande tornado EF3 envolto em chuva pousou e atingiu a cidade de Columbus, Mississippi, danificando ou destruindo várias casas e empresas na cidade. Uma igreja foi em grande parte destruída e o topo de uma torre de celular foi dobrado. Um grande prédio de mercearia de tijolos foi quase totalmente nivelado, resultando em uma fatalidade, a primeira de 2019. Dezenove outras pessoas ficaram feridas pelo tornado. Um tornado EF2 também causou danos consideráveis a casas e árvores ao atingir a borda oeste de Burnsville, Mississippi. Além disso, um tornado EF1 perto de Kingville, Alabama, derrubou centenas de árvores e destruiu uma casa pré-fabricada. No geral, esse surto produziu oito tornados, matou uma pessoa e resultou em 19 feridos. A tempestade causou US $ 1,4 bilhão em danos.

## Março
Houve 145 tornados relatados nos Estados Unidos em março, dos quais 111 foram confirmados.

### 3 de março
| EFU | EF0 | EF1 | EF2 | EF3 | EF4 | EF5 |
| --- | --- | --- | --- | --- | --- | --- |
| 0   | 11  | 21  | 7   | 1   | 1   | 0   |

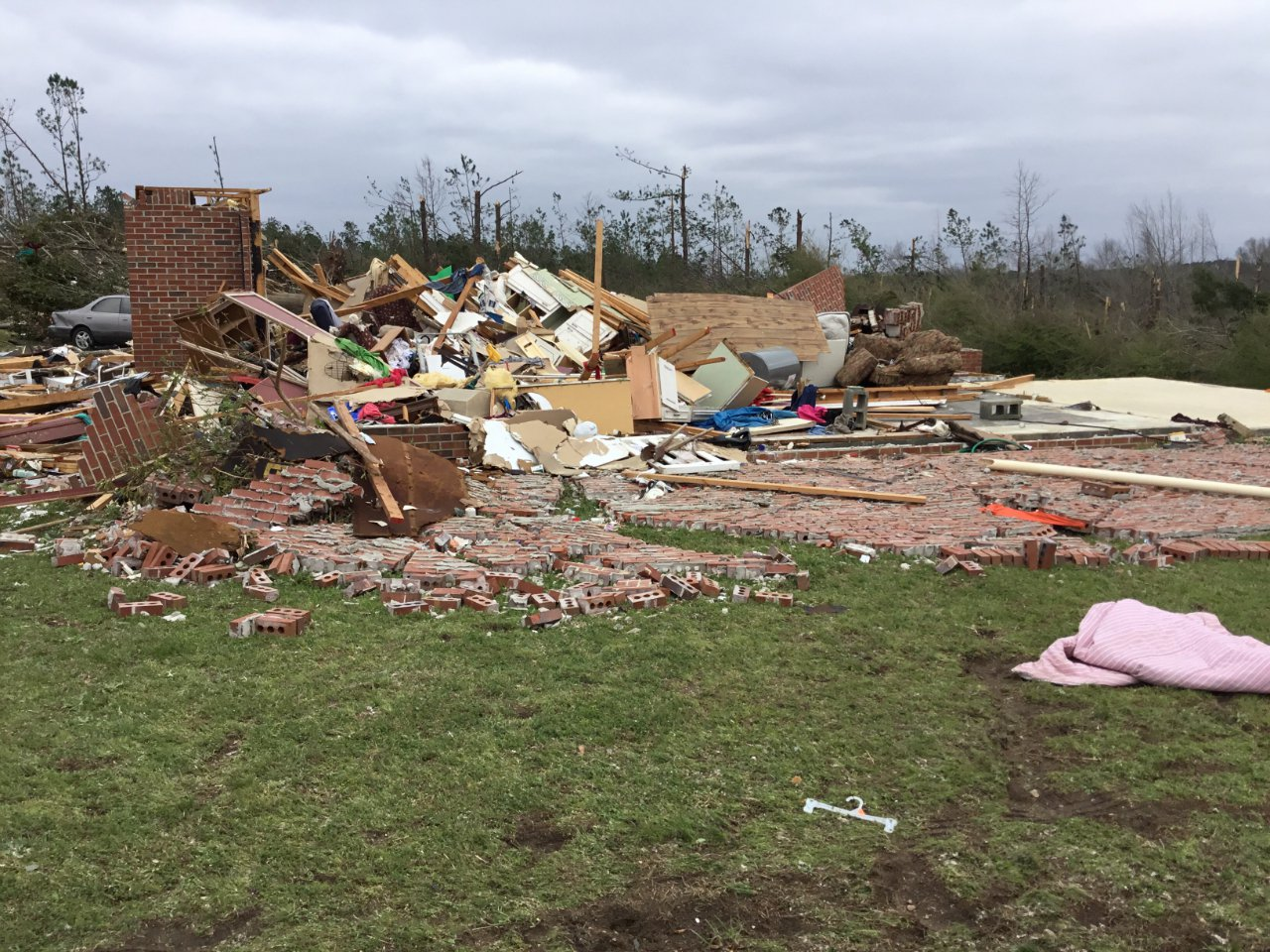
Danos EF4 a uma casa de tijolos bem construída em Beauregard, Alabama. Esta casa foi aparafusada à sua fundação.

Em 1 de março, partes do Alabama, Geórgia, Flórida e Carolina do Sul foram destacadas em um leve risco de mau tempo pelo Centro de Previsão de Tempestades. Em 2 de março, durante as perspectivas atualizadas da noite, o Centro de Previsão de Tempestades emitiu um risco aumentado do extremo leste do Alabama, estendendo-se pelo centro da Geórgia e pelo oeste da Carolina do Sul devido ao risco de alguns tornados fortes. Em 3 de março, o Centro de Previsão de Tempestades manteve a área de risco aprimorada, que incluía uma área de risco de eclosão de 10% para tornados. Mais tarde naquela tarde e à noite, um surto de tornado ocorreu em partes do Alabama, Geórgia, Flórida e Carolina do Sul, à medida que inúmeras tempestades de supercélulas se espalhavam pela região. Um violento tornado EF4 de longa duração matou 23 pessoas ao dizimar a comunidade rural de Beauregard em Lee County, Alabama. Casas bem construídas foram niveladas, árvores foram descascadas e veículos foram elevados e mutilados além do reconhecimento por este violento tornado. O tornado continuou pelas porções ocidentais da Geórgia, atingindo Talbotton com força EF3 e causando grandes danos naquela cidade antes de se dissipar. Além das 23 mortes, 97 pessoas ficaram feridas pelo tornado. O tornado Beauregard encerrou a seqüência recorde de 673 dias sem um tornado violento (EF4 ou EF5) nos Estados Unidos desde que o último pousou perto de Canton, Texas, em 29 de abril de 2017. Foi também o tornado mais mortal a atingir os Estados Unidos desde o tornado de Moore em 2013.
Perto de Eufaula, um tornado EF2 de ponta causou grandes danos a estruturas e aeronaves em Weedon Field, e também destruiu um quartel de bombeiros. Outro tornado EF2 causou danos significativos a casas, casas móveis e veículos perto de Fort Valley, na Geórgia, ferindo uma pessoa. A cidade de Cairo, na Geórgia, também foi significativamente afetada por um tornado EF2, onde casas e empresas foram severamente danificadas e duas pessoas ficaram feridas. Na Flórida, duas pessoas ficaram feridas quando um tornado EF3 destruiu várias casas a leste de Tallahassee. Na Carolina do Sul, um tornado EF2 quebrou grandes árvores e postes de energia, danificou um posto de gasolina e feriu quatro pessoas perto de Clarks Hill. Numerosos tornados fracos também pousaram, incluindo um tornado EF0 que atingiu o centro de Macon, na Geórgia. No geral, esse surto produziu 41 tornados e matou 23 pessoas. Todas as fatalidades deste surto ocorreram em Lee County, Alabama, como resultado do longo tornado EF4 que atingiu Beauregard.

### 12 a 14 de março
| EFU | EF0 | EF1 | EF2 | EF3 | EF4 | EF5 |
| --- | --- | --- | --- | --- | --- | --- |
| 0   | 20  | 13  | 5   | 0   | 0   | 0   |

Um surto de tornado de três dias afetou várias regiões dos Estados Unidos em meados de março de 2019. Em 12 de março, um tornado EF2 atingiu a cidade de Dexter, Novo México. O tornado danificou ou destruiu várias casas e atrelados na cidade, ferindo 6 pessoas. Foi o primeiro tornado EF1 ou mais forte registrado no estado do Novo México e também o primeiro tornado no condado de Chaves durante o mês de março, desde 1959. Outro EF2 quebrou vários postes de energia perto de Málaga também. Ao longo de 13 de março, alguns tornados fracos atingiram partes do Texas, incluindo um EF0 e um EF1 que atingiram a cidade de Junction, resultando em danos moderados. Outro tornado EF1 explodiu telhados em Zephyr. Em 14 de março, o Centro de Previsão de Tempestades (SPC) emitiu um risco aumentado de clima severo do norte de Indiana e noroeste de Ohio para o sul até o norte do Alabama. O tornado mais notável do dia foi um forte tornado EF2 que causou grandes danos estruturais a várias casas e uma igreja perto de Lovelaceville, Kentucky, antes de enfraquecer e atingir West Paducah, onde um shopping e várias empresas sofreram danos menores. O tornado passou por pouco do escritório do Serviço Nacional de Meteorologia em Paducah e foi capturado em vídeo por um meteorologista de plantão. Outro tornado EF2 atingiu a pequena cidade de Vernon, Michigan, onde casas tiveram telhados e paredes externas removidas e um negócio foi destruído. Muitos tornados atingiram o Alabama na noite de 14 de março, quase todos fracos. No entanto, um EF2 que passou perto de Titus danificou gravemente várias casas e duas lojas de conveniência. Vários outros tornados EF0 e EF1 atingiram partes de Kentucky, Indiana, Michigan e Ohio também. No geral, este surto produziu 38 tornados e feriu oito pessoas.

### 13 de março (Alemanha)
Em 13 de março, um tornado F3 pousou no extremo oeste da Alemanha, muito perto da fronteira com a Bélgica, causando uma série de grandes danos às árvores ao passar por áreas densamente arborizadas. O tornado atingiu diretamente a cidade de Roetgen, onde 40 casas foram danificadas, 10 das quais ficaram inabitáveis. Duas dessas casas tiveram seus telhados completamente destruídos e várias outras sofreram remoção parcial do telhado. Garagens isoladas foram destruídas e detritos estruturais e isolamento foram espalhados por todo o caminho danificado. Alguns detritos foram empalados nas paredes externas das casas danificadas. Árvores foram quebradas e arrancadas, e postes de postes de metal foram dobrados até o chão. Dois prédios de escritórios tiveram seus telhados arrancados e janelas quebradas, e os veículos foram danificados por destroços voadores e também pela queda de árvores. Cinco pessoas ficaram feridas em Roetgen, quatro das quais necessitaram de hospitalização. À medida que o tornado se movia pelas florestas fora de Roetgen, ele cortou completamente faixas de árvores, e grandes árvores foram quebradas e arrancadas de seus galhos. O tornado foi inicialmente classificado como F2, mas posteriormente foi atualizado para F3 após uma reavaliação dos intensos danos às árvores que ocorreram fora da cidade.

### 31 de março (Nepal)
Em 31 de março, um tornado destrutivo e mortal atingiu várias aldeias do distrito de Bara e do distrito de Parsa, no Nepal, matando 28 pessoas e ferindo outras 1.176. Foi o primeiro tornado confirmado no país e foi estimado em intensidade EF4. A maioria dos mortos e feridos eram pobres e viviam em casas de construção precária que foram destruídas. No entanto, várias estruturas de alvenaria bem construídas, incluindo uma mesquita, foram completamente niveladas. Um total de 1.273 casas foram destruídas e outras 1.348 sofreram danos. A maioria dos danos ocorreu em Bara, onde 1.183 casas foram destruídas. Veículos foram lançados e várias árvores foram quebradas e desnudadas também.

## Abril
Houve 303 tornados relatados nos Estados Unidos em abril, dos quais 275 foram confirmados.

### 13 de abril (China)
| EFU | EF0 | EF1 | EF2 | EF3 | EF4 | EF5 |
| --- | --- | --- | --- | --- | --- | --- |
| 1   | 0   | 0   | 0   | 1   | 0   | 0   |

Na tarde de 13 de abril de 2019, dois tornados afetaram as províncias de Cantão e Ainão, na China. Um tornado atingiu a intensidade EF3 ao atingir a cidade de He'an, na província de Cantão, matando 1 pessoa e ferindo 5. O tornado começou às 14h09, horário local, e moveu-se para sudoeste. Várias árvores foram quebradas fora da cidade com força EF1 antes que o tornado atingisse a intensidade EF3 na cidade. Várias casas tiveram seus telhados removidos e algumas de suas paredes desabaram, e muitos postes de energia de metal também foram quebrados. Uma velocidade do vento de 50,7 metros por segundo (113 mph) foi registrado por uma estação meteorológica automática quando o tornado passou pela cidade. O tornado também foi filmado por um morador local. O tornado enfraqueceu ainda mais ao sair da cidade, antes de se dissipar logo depois, às 14h18, horário local. Durante o tornado EF3 principal, outro tornado, que não recebeu classificação, ocorreu na província de Ainão.

### 13 a 15 de abril
| EFU | EF0 | EF1 | EF2 | EF3 | EF4 | EF5 |
| --- | --- | --- | --- | --- | --- | --- |
| 0   | 23  | 31  | 15  | 2   | 0   | 0   |

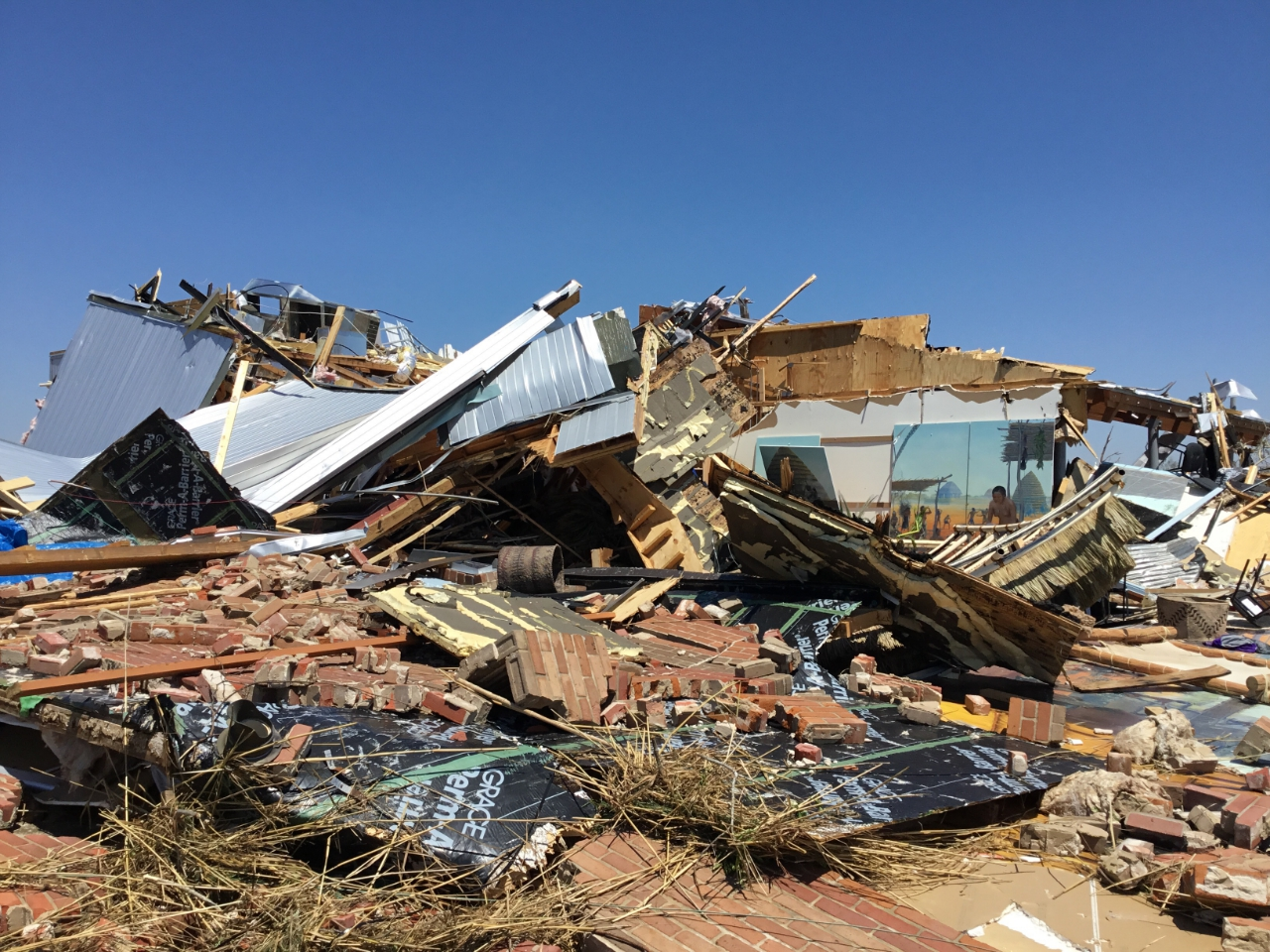
Danos EF3 ao museu Caddo Mounds State Historic Site em Weeping Mary, Texas. Uma pessoa foi morta aqui e várias outras ficaram feridas.

Em 13 de abril, o Centro de Previsão de Tempestades emitiu um risco moderado de mau tempo para grande parte da Louisiana, juntamente com partes do Texas, Arkansas e Mississippi. Isso incluiu uma área de risco de 15% para tornados. Uma atmosfera altamente fragmentada e instável em grande parte do sul dos Estados Unidos forneceu um ambiente favorável para supercélulas e tornados, incluindo o potencial para tornados fortes e de longo alcance. Ao longo da tarde e da noite, um surto de tornado se desenrolou quando vários tornados significativos passaram pela área de ameaça delineada. Um tornado EF3 afetou severamente a cidade de Franklin, Texas, destruindo várias casas e empresas e ferindo 12 pessoas. Outro tornado EF3 de longa duração atingiu Weeping Mary e Alto, destruindo várias casas e o museu Caddo Mounds State Historic Site, matando duas pessoas e ferindo outras 20. Alto também sofreu danos significativos de um tornado EF2 separado que ocorreu no início do dia. Três tornados EF2 separados atingiram Vicksburg, Mississippi, danificando residências e empresas. Um tornado EF2 de ponta também afetou Hamilton, destruindo casas e um corpo de bombeiros e matando uma pessoa lá. Após o tornado EF2 de ponta, outro tornado EF2 impactou partes de Greenwood Springs, Mississippi. Em uma análise posterior, publicada no Monthly Weather Review, observou-se que "este tornado produziu devastação florestal e danos à infraestrutura elétrica de pelo menos intensidade EF4" com ventos de até 182 mph, o que o tornaria o tornado mais forte do surto. Tempestades severas e tornados continuaram durante a noite em 14 de abril enquanto o sistema avançava para o leste, e um risco aumentado de clima severo foi emitido para partes do leste dos Estados Unidos, incluindo uma grande área de risco de 5% de tornados que se estende da Geórgia até a Pensilvânia. Aterrissagens generalizadas de tornados ocorreram na área de ameaça, embora a maioria fosse fraca. No entanto, um tornado EF2 atingiu Shelby, Ohio, onde uma concessionária Chevrolet e várias casas foram significativamente danificadas e seis pessoas ficaram feridas. Um tornado EF2 de ponta também atingiu Starbrick, Pensilvânia, onde uma madeireira sofreu grandes danos. Alguns tornados adicionais ocorreram nas primeiras horas da manhã de 15 de abril, incluindo um tornado EF2 que causou graves danos a casas e um armazém perto de Laurel, Delaware. No geral, esse surto produziu 71 tornados que mataram três pessoas.

### 17 a 19 de abril
| EFU | EF0 | EF1 | EF2 | EF3 | EF4 | EF5 |
| --- | --- | --- | --- | --- | --- | --- |
| 3   | 29  | 51  | 11  | 1   | 0   | 0   |

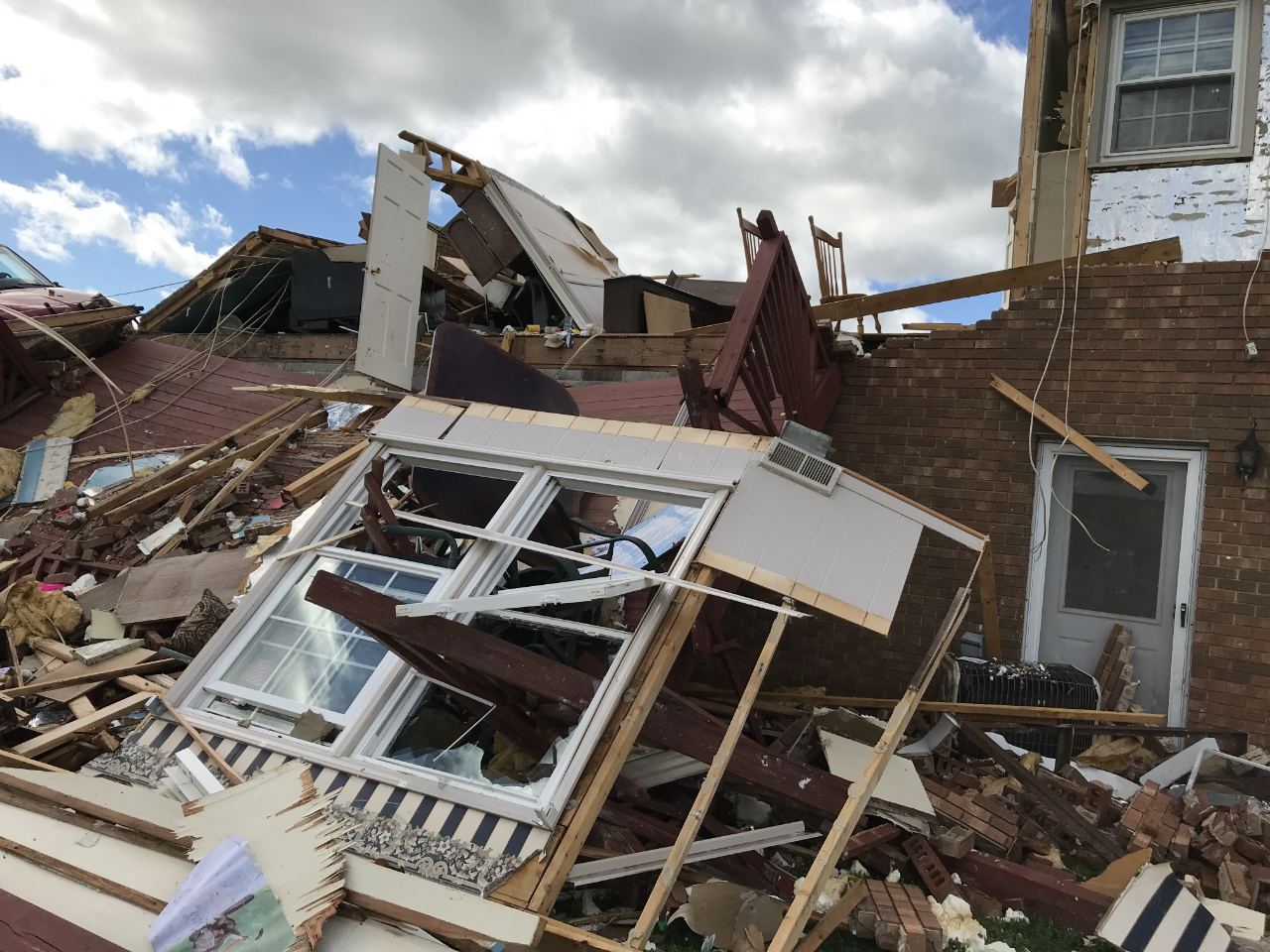
Danos EF3 a uma casa de tijolos bem construída perto de Rocky Mount, Virgínia.

Após o evento anterior, outro surto de tornados afetou o extremo sul e o leste dos Estados Unidos, acompanhando uma forte frente fria no sul das Grandes Planícies e no sudeste. O Texas Panhandle, Kansas e o oeste de Oklahoma foram afetados na tarde de 17 de abril, com oito tornados fracos causando pouco ou nenhum dano. No dia seguinte, o Centro de Previsão de Tempestades emitiu um risco aumentado para Mississippi e Alabama, incluindo uma área de risco de 10% para tornados. Um total de 43 tornados atingiram o Mississippi naquela noite, alguns dos quais foram fortes. Um tornado que atingiu a pequena cidade de Morton danificou gravemente ou destruiu várias casas e foi classificado como EF2 de última geração. Dois tornados EF1 também derrubaram várias árvores na Filadélfia, Mississippi, uma das quais derrubou a parede externa de um pronto-socorro. Dois tornados EF2 perto de Learned quebraram várias árvores grandes e postes de energia também. Em 19 de abril, a ameaça de mau tempo mudou para o leste dos Estados Unidos, com risco moderado nas Carolinas e na Virgínia. Isso incluiu uma área de risco de 10% para tornados, e vários tornados pousaram da Flórida à Pensilvânia ao longo do dia e da noite, vários dos quais foram fortes. Na Virgínia, um tornado EF3 passou perto de Rocky Mount, destruindo casas, lançando veículos e ferindo duas pessoas. Um tornado EF2 também arrancou o telhado de uma casa perto de Mineral, enquanto outro tornado EF2 perto de Charles City danificou gravemente uma haste e um clube de armas. Alguns tornados significativos também ocorreram em partes das Carolinas, incluindo um tornado EF2 que danificou significativamente algumas casas na parte sul de Hillsborough, Carolina do Norte. Mais ao norte, tornados EF2 causaram danos consideráveis nas comunidades de St. Thomas e Lewistown, na Pensilvânia. O sistema de tempestade também levou ao adiamento de um jogo da Liga Principal de Beisebol entre o Baltimore Orioles e o Minneapolis Twins. Um total de 95 tornados foram confirmados como resultado deste surto, nenhum dos quais causou mortes.

### 24 a 25 de abril
| EFU | EF0 | EF1 | EF2 | EF3 | EF4 | EF5 |
| --- | --- | --- | --- | --- | --- | --- |
| 1   | 2   | 9   | 4   | 1   | 0   | 0   |

A partir de 24 de abril, um pequeno surto de fortes tornados afetou o Texas e a Louisiana. Um forte tornado EF2 atingiu os arredores de Bryan, Texas, onde uma casa e vários armazéns sofreram grandes danos estruturais e uma pessoa ficou ferida. Outro forte tornado causou danos ao EF2 de ponta na cidade de San Augustine, Texas, onde várias casas e empresas foram danificadas ou destruídas. Durante as primeiras horas da manhã de 25 de abril, um grande tornado de intensidade EF3 causou grandes danos em Ruston, Louisiana, incluindo partes do campus da Louisiana Tech University. Numerosas casas e empresas foram danificadas ou destruídas, veículos foram levantados e duas pessoas morreram quando uma grande árvore esmagou uma casa. Outro tornado em cunha no início da manhã seguiu de Morehouse Parish, Louisiana para Ashley County, Arkansas, derrubando centenas de árvores na intensidade EF2. Perto de Jena, Louisiana, um tornado EF2 arrancou metade do telhado de uma casa e derrubou muitas árvores. Alguns tornados fracos adicionais atingiram partes do vale de Ohio, incluindo dois tornados EF1 que atingiram perto de North Vernon, Indiana, causando danos a árvores, veículos e casas. 17 tornados foram confirmados como resultado deste surto, que matou duas pessoas.

### 30 de abril
| EFU | EF0 | EF1 | EF2 | EF3 | EF4 | EF5 |
| --- | --- | --- | --- | --- | --- | --- |
| 1   | 17  | 26  | 3   | 1   | 0   | 0   |

Durante a tarde e a noite de 30 de abril, vários tornados atingiram partes do Texas, Oklahoma, Kansas, Missouri, Illinois e Arkansas, alguns dos quais foram fortes. Um tornado EF3 em cunha matou duas pessoas, feriu outras 9 e causou grandes danos ao passar perto de Blue, Oklahoma. Um tornado EF2 de ponta pousou na parte norte de Ozark, Missouri, antes de passar perto de Rogersville, ferindo três pessoas e destruindo ou danificando fortemente várias casas. Danos significativos a residências e empresas também ocorreram como resultado de um tornado EF2 que atingiu Haileyville, Oklahoma, onde uma pessoa ficou ferida. Outro tornado EF2 causou danos a casas, celeiros, linhas de energia e dependências perto de Talala. Vários outros tornados fracos também pousaram, incluindo um tornado EF1 que atingiu Denton, Texas, derrubando árvores no campus da Texas Woman's University e em bairros próximos. No geral, esse surto produziu 48 tornados e matou duas pessoas.

### 30 de abril (Europa)
| FU | F0 | F1 | F2 | F3 | F4 | F5 |
| -- | -- | -- | -- | -- | -- | -- |
| 1  | 1  | 0  | 1  | 0  | 0  | 0  |

Um grande tornado F2 chaminé  pousou na Romênia perto de Drajna Nouă, uma vila no condado de Călărași. 10 edifícios foram danificados pelo tornado. Um ônibus de passageiros capotou e foi jogado em um campo pela força dos ventos, ferindo 12 pessoas. Um tornado F0 que atingiu o campo perto de Movila Banului, Romênia também ocorreu, e um fraco e breve tornado de intensidade desconhecida também foi confirmado perto de Banatska Dubica, Sérvia.

## Maio
Houve 556 relatos de tornados nos Estados Unidos em maio, dos quais 516 foram confirmados. Isso tornou maio de 2019 o maio mais ativo para tornados desde 2003 e o mês de tornado mais ativo desde abril de 2011, quando 542 e 773 tornados confirmados pousaram, respectivamente.

### 17 a 30 de maio
| EFU | EF0 | EF1 | EF2 | EF3 | EF4 | EF5 |
| --- | --- | --- | --- | --- | --- | --- |
| 55  | 162 | 132 | 31  | 18  | 2   | 0   |

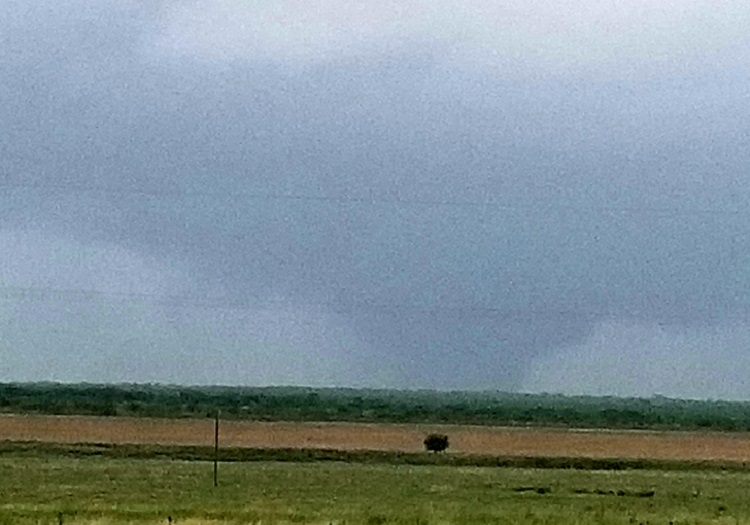
Um grande tornado EF3 que atingiu a cidade de Ballinger, Texas, em 18 de maio de 2019.

Em meados e final de maio, o padrão de nível médio nos Estados Unidos foi caracterizado por uma área expansiva de alta pressão no sudeste e uma depressão anormalmente forte no oeste. Com o ar quente e úmido se propagando para o norte a partir do Golfo do México e vários impulsos de nível médio cruzando essa massa de ar instável, as condições tornaram-se ideais para um clima severo prolongado e significativo a partir de 17 de maio. Nos 13 dias seguintes, mais de 500 relatos de tornados foram recebidos pelo Centro de Previsão de Tempestades, ocorrência registrada apenas quatro vezes em 2003, 2004, 2008 e 2011. Em 17 de maio, vários tornados fortes atingiram partes de Nebraska e Kansas, embora permanecessem principalmente em áreas rurais. Numerosos tornados EF2 e EF3 impactaram o Texas em 18 de maio, incluindo dois tornados EF2 que causaram danos significativos nas cidades de Abilene e San Angelo, e um tornado EF3 que também causou grandes danos em Ballinger. Nas primeiras horas da manhã de 22 de maio, um tornado EF2 danificou gravemente uma casa perto de Adair, Iowa, matando uma pessoa e ferindo outra. Mais tarde naquela noite, um tornado EF3 causou graves danos em Carl Junction, Missouri, enquanto outro tornado EF3 destruiu casas perto de Golden City, matando três pessoas e ferindo uma. Pouco antes da meia-noite, um tornado EF3 danificou ou destruiu muitas casas e empresas em Jefferson City, matando uma pessoa e ferindo outras 32. Na noite de 25 de maio, um tornado EF3 atingiu um parque de trailers e um hotel na parte sul de El Reno, Oklahoma, matando dois e ferindo outros 29. Um grande surto de tornados fortes a violentos afetou a região de Ohio Valley na noite de 27 de maio, incluindo um tornado EF3 que causou graves danos em Celina, Ohio, matando uma pessoa ali e ferindo outras oito. Dayton, Ohio e seus subúrbios vizinhos foram atingidos por tornados EF4, EF3 e EF2 em rápida sucessão, resultando em grandes danos generalizados em toda a área metropolitana e pelo menos 166 feridos. Em 28 de maio, um violento tornado EF4 em forma de cunha envolto pela chuva atingiu os arredores de Lawrence e Linwood, Kansas, destruindo muitas casas e ferindo 18 pessoas. Cumulativamente, um total de 400 tornados foram confirmados por meio de evidências fotográficas ou pesquisas de danos. Oito fatalidades relacionadas ao tornado e vários ferimentos ocorreram como resultado da sequência do surto.

### 30 a 31 de maio (Chile)
| FU | F0 | F1 | F2 | F3 | F4 | F5 |
| -- | -- | -- | -- | -- | -- | -- |
| 0  | 0  | 0  | 2  | 0  | 0  | 0  |

Um tornado F2 atingiu Los Ángeles, no Chile, em 30 de maio, causando danos significativos e ferindo 16 pessoas. Casas e empresas foram severamente danificadas, outdoors e postes de luz foram destruídos, veículos foram virados e linhas de energia foram derrubadas pelo tornado. No dia seguinte, outro tornado F2 prejudicial passou por Talcahuano e Concepción, matando uma pessoa e ferindo pelo menos 23 pessoas. Muitas casas e algumas empresas tiveram perda parcial ou total do telhado como resultado do tornado, e algumas sofreram algum colapso das paredes externas. Os veículos foram capotados e os destroços foram espalhados pelas ruas e deixados emaranhados em linhas de energia. Várias árvores e postes também foram derrubados.

## Junho
| FU | F0 | F1 | F2 | F3 | F4 | F5 |
| -- | -- | -- | -- | -- | -- | -- |
| 1  | 3  | 4  | 5  | 0  | 0  | 0  |

Houve 206 tornados relatados nos Estados Unidos em junho, dos quais 179 foram confirmados.

### 3 a 5 de junho (Europa)
No início de junho, um surto de tornado de três dias afetou vários países da Europa. O primeiro tornado pousou na Alemanha em 3 de junho e causou danos F0 a galhos de árvores perto da pequena vila de Meuchefitz. Na França, outro tornado F0 causou danos menores em árvores e linhas de energia perto de Courpalay. Na noite de 4 de junho, a cidade de Rheden, Holanda e vários outros pequenos vilarejos localizados nas proximidades foram atingidos por um tornado F2. Casas e edifícios tiveram telhados arrancados, estufas foram danificadas e várias árvores grandes foram quebradas ou arrancadas, algumas das quais caíram sobre estruturas e carros. Na Alemanha, outro tornado F2 pousou em Bocholt, onde casas e empresas tiveram grandes partes de seus telhados arrancados e muitas árvores quebradas. Uma caravana foi jogada em uma estrada e destruída, um carro capotou na cidade e paredes de tijolos do jardim foram derrubadas. Tornados adicionais atingiram a Holanda mais tarde naquela noite, incluindo um tornado de F1 que atingiu Emmeloord, onde 30 casas tiveram janelas quebradas e telhas arrancadas. Carros na cidade foram danificados por destroços e árvores que caíram, e uma caravana foi jogada em um jardim. Outro tornado F1 causou danos a telhados, árvores e veículos em Ommen, enquanto um tornado sem classificação também causou danos a árvores e telhados na área de Haaksbergen. Cinco tornados atingiram o remoto noroeste da Rússia em 5 de junho. Cada um dos tornados ocorreu em áreas esparsamente povoadas de floresta densa e produziu caminhos com danos significativos às árvores. Um tornado F2 permaneceu no solo por 19,7 km e atingiu um pico de 550m de largura ao passar perto de Ust'-Ocheya, enquanto outro tornado F2 cresceu para 600m de largura ao longo de 18,5 km de trilha perto de Slobodskoy. Um terceiro tornado F2 pousou brevemente em uma floresta perto de Chitayevo, quebrando ou arrancando muitas árvores ao longo de um caminho de 2,3 km de comprimento e 200 m de largura. Dois tornados de F1 também foram confirmados em outras áreas rurais. Mais a oeste da França, um tornado F0 causou danos menores em árvores, cercas e telhados em Migré. Um total de 13 tornados foram confirmados, nenhum dos quais resultou em ferimentos graves ou mortes.

### 6 de junho
| EFU | EF0 | EF1 | EF2 | EF3 | EF4 | EF5 |
| --- | --- | --- | --- | --- | --- | --- |
| 0   | 4   | 13  | 1   | 0   | 0   | 0   |

Um pequeno surto de tornados, em sua maioria fracos, afetou a Louisiana em 6 de junho, causando danos menores a moderados. O tornado mais significativo foi um tornado EF2 que lançou um trailer de escritório amarrado perto de Sorrento, ferindo cinco pessoas. Um tornado EF1 também atingiu Baton Rouge, danificando um hospital, um armazém, vários veículos e muitas árvores. Um total de 18 tornados foram confirmados.

### 8 a 9 de junho
Em 8 de junho, um tornado EF2 pousou perto de Fertile, Minnesota, arrancando ou arrancando várias árvores grandes, jogando equipamentos agrícolas e silos de grãos e danificando ou destruindo celeiros e dependências. Em 9 de junho, outro tornado EF2 atingiu o lado oeste de Copperas Cove, Texas, derrubando árvores e danificando 196 casas. Duas dessas casas sofreram danos estruturais significativos. Vários outros tornados fracos ocorreram em partes do meio-oeste e centro dos Estados Unidos. Uma linha de instabilidade destrutiva também atravessou a área metropolitana de Oklahoma City, causando danos causados pelo vento e granizo. Um total de 15 tornados foram confirmados.

### 14 de junho (Dinamarca)
| FU | F0 | F1 | F2 | F3 | F4 | F5 |
| -- | -- | -- | -- | -- | -- | -- |
| 0  | 0  | 1  | 1  | 0  | 0  | 0  |

Em 14 de junho, dois tornados atingiram a Dinamarca. O primeiro tornado foi classificado como F1 e pousou em Kruså, derrubando várias árvores e desmoronando uma garagem. 10 minutos depois, um tornado F2/T4 de gama baixa atingiu um complexo hospitalar em Åbenrå, capotando e danificando vários veículos em um estacionamento.

### 15 a 16 de junho
| EFU | EF0 | EF1 | EF2 | EF3 | EF4 | EF5 |
| --- | --- | --- | --- | --- | --- | --- |
| 3   | 17  | 16  | 6   | 0   | 0   | 0   |

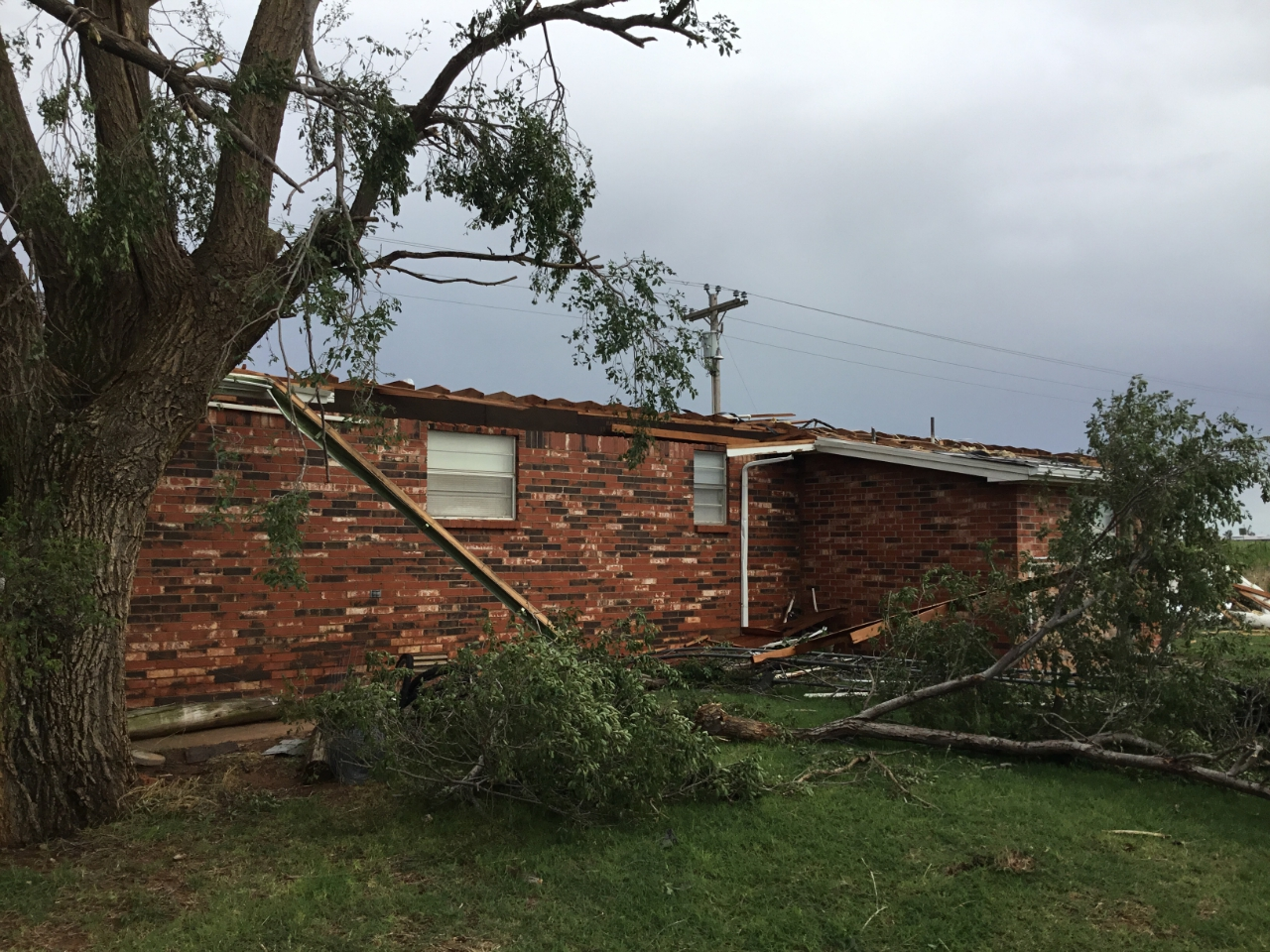
Danos EF2 a uma casa perto de Custer City, Oklahoma.

Em 15 de junho, um surto moderado de tornado afetou partes das Grandes Planícies e do Meio-Oeste. Um tornado EF2 causou grandes danos em árvores e dependências perto de Elletsville, Indiana, enquanto outro tornado EF2 causou danos significativos em árvores e estruturas perto de Koleen. Um terceiro tornado EF2 perto de Rushville destruiu uma garagem, danificou fortemente uma casa e destruiu silos e dependências. Um tornado EF1 também passou por Beech Grove, causando danos ao telhado de várias estruturas, e outro tornado EF1 causou danos em Freedom. Dois tornados EF2 causaram graves danos a casas, quebraram árvores e postes de energia, destruíram dependências e lançaram veículos e equipamentos agrícolas perto de Oakville, Iowa. Em Oklahoma, um tornado EF2 arrancou o telhado de uma casa e quebrou vários postes de energia perto de Custer City. Vários outros tornados fracos ocorreram nas Grandes Planícies no dia seguinte, incluindo um tornado EF1 que danificou casas e árvores em Arlington, Texas. Um tornado EF1 também atingiu a cidade de Parker, Pensilvânia, causando danos moderados a estruturas e árvores. No geral, este surto produziu um total de 42 tornados.

### 29 de junho
| EFU | EF0 | EF1 | EF2 | EF3 | EF4 | EF5 |
| --- | --- | --- | --- | --- | --- | --- |
| 0   | 0   | 1   | 0   | 0   | 0   | 0   |

Um tornado de longa duração, mas quase estacionário, perto de Allen, Dakota do Sul, em 29 de junho.

Uma supercélula isolada de baixa precipitação se formou perto de Allen, Dakota do Sul, produzindo um tornado incomum, de longa duração e quase estacionário em alguns campos abertos. Devido à visibilidade e à região relativamente plana em que o tornado se formou, ele poderia ser visto a dezenas de quilômetros de distância. Houve alguns danos a fazendas, árvores e plantações, e vários veados foram mortos. O tornado foi classificado como EF1. Este tornado incomum foi descrito como um "híbrido" entre uma tromba de terra e um típico tornado gerado por supercélula.

## Julho
Houve 103 tornados relatados nos Estados Unidos em julho, dos quais 100 foram confirmados.

### 3 de julho (China)
Um violento tornado atingiu a cidade de Kaiyuan, na província de Liaoning, nordeste da China, matando seis pessoas e ferindo 190. Numerosas casas sofreram grandes danos estruturais, com telhados removidos e paredes externas desabadas. Vários prédios de apartamentos de vários andares foram significativamente danificados, e vários edifícios industriais e fábricas também foram significativamente danificados ou completamente destruídos, com vigas de suporte de metal severamente mutiladas. Os danos mais intensos foram notados em um grande prédio de refeitório de concreto armado, que foi quase totalmente nivelado. Árvores foram quebradas, torcidas e descascadas e postes de energia também foram quebrados. Veículos também foram jogados e destruídos, e campos agrícolas em áreas rurais fora da cidade foram fortemente devastados. O tornado foi classificado como EF4 em intensidade.

### 23 de julho
| EFU | EF0 | EF1 | EF2 | EF3 | EF4 | EF5 |
| --- | --- | --- | --- | --- | --- | --- |
| 0   | 1   | 4   | 0   | 0   | 0   | 0   |

Entre o final de 22 de julho e o início de 23 de julho, várias rodadas de fortes tempestades se moveram por Rhode Island e sudeste de Massachusetts, gerando raros alertas de tornado para a região. Por volta do meio-dia de 23 de julho, dois tornados EF1 atingiram duas cidades diferentes em Cape Cod. Um tornado atingiu West Yarmouth, arrancando o telhado do Cape Sands Inn, arrancando dezenas de árvores e enviando uma árvore para uma residência. Este tornado desapareceu dez minutos depois em South Yarmouth. O segundo tornado EF1 atingiu Harwich, quebrando árvores e arrancando telhas dos telhados antes de subir cinco minutos depois. Uma pesquisa dos meteorologistas do NWS descobriu que um terceiro tornado EF1 atingiu Harwich, permanecendo no solo por apenas um minuto. Nenhuma vítima foi relatada. Apenas três outros tornados confirmados ocorreram em Cape Cod desde 1950, um dos quais ocorreu apenas nove meses antes, em outubro de 2018. Dois outros tornados fracos atingiram a Carolina do Norte e um total de cinco tornados foram confirmados como resultado deste evento. Os ventos em linha reta devido à tempestade causaram a perda de energia de 325.000 clientes em Nova Jersey, a maior queda de energia da história do estado desde o furacão Sandy.

### 28 de julho (Europa)
| FU | F0 | F1 | F2 | F3 | F4 | F5 |
| -- | -- | -- | -- | -- | -- | -- |
| 1  | 5  | 0  | 1  | 0  | 0  | 0  |

Por volta das 2:00 em 28 de julho, um tornado F2 atingiu Fiumicino na Itália Central, passando perto do Aeroporto Leonardo da Vinci–Fiumicino. O tornado jogou e virou vários carros, matando uma mulher dentro de um deles. O tornado também danificou várias casas e um posto de gasolina, dobrou placas no chão e derrubou árvores e cercas de tijolos. O tornado fez parte de um pequeno surto de tornados fracos que afetaram vários países da Europa naquele dia. Um tornado F0 causou danos ao telhado e à chaminé na área de Klagstorp, na Suécia, enquanto outro tornado fraco causou danos a árvores e veículos no condado de Jönköping, na Suécia. Um total de 7 tornados foram confirmados.

## Agosto
Houve 75 tornados relatados nos Estados Unidos em agosto; no entanto, 78 foram confirmados.

### 9 de agosto (Europa)
| FU | F0 | F1 | F2 | F3 | F4 | F5 |
| -- | -- | -- | -- | -- | -- | -- |
| 4  | 0  | 2  | 1  | 0  | 0  | 0  |

Um pequeno surto de sete tornados afetou a Europa em 9 de agosto, incluindo um tornado de corda F1 que atingiu a cidade no centro de Amsterdã, Holanda. Este tornado foi capturado em vídeo por muitos turistas e moradores locais, pois causou danos ao telhado de estruturas e árvores danificadas. Um barco turístico também foi atingido e danificado pelo tornado. Outro tornado F1 perto de Hem, na Holanda, quebrou árvores, derrubou dois trailers e danificou estufas. O evento mais significativo do surto foi um forte tornado que atingiu o nordeste da França, causando danos a telhados e veículos nas áreas de Longwy e Herserange. O tornado cruzou para Luxemburgo e se transformou em um tornado F2 de vórtice múltiplo e sofisticado que passou diretamente por Rodange, Lamadelaine e Pétange, ferindo 19 pessoas, duas delas em estado crítico. Numerosas casas, prédios de apartamentos e prédios de tijolos de vários andares tiveram seus telhados arrancados e alguns sofreram alguma falha nas paredes externas do andar superior. As ruas estavam cheias de destroços e vários veículos foram esmagados e danificados pela queda de tijolos e destroços. Muitas árvores foram quebradas ou arrancadas, e grandes torres de transmissão de treliça de metal foram derrubadas no chão. Cartazes e cartazes também foram destruídos. No oeste da Rússia, um tornado de intensidade desconhecida causou danos consideráveis a casas no pequeno vilarejo de Malyy Karamas, enquanto outro tornado causou danos menores em árvores e telhados no vilarejo de Kurgem. Dois outros tornados fracos foram confirmados perto de Kuressaare, Estônia e Beausite, França, causando pouco ou nenhum dano.

### 11 a 12 de agosto (Nova Zelândia)
Fortes tempestades atingiram a Ilha Norte da Nova Zelândia com granizo e tornados durante dois dias consecutivos. Em 11 de agosto, fortes tempestades atingiram Auckland, com um tornado atingindo o subúrbio de Saint Heliers e levantando telhados. Tempestades mais severas se desenvolveram no dia seguinte. Dois tornados foram relatados na região de Taranaki, causando danos a casas e ferindo uma pessoa. Uma tromba d'água tornada pousou na orla de Auckland, danificando barcos e empresas e fazendo com que um contêiner caísse sobre um carro, ferindo uma pessoa que estava dentro. Grande granizo, raios e chuva torrencial acompanharam os tornados.

### 20 de agosto
| EFU | EF0 | EF1 | EF2 | EF3 | EF4 | EF5 |
| --- | --- | --- | --- | --- | --- | --- |
| 0   | 0   | 2   | 0   | 1   | 0   | 0   |

Três tornados embutidos em uma linha de fortes tempestades causaram danos em Iowa em 20 de agosto. Perto de Van Meter, Iowa, um breve tornado EF1 causou danos a árvores e a uma residência. Outro tornado EF1 perto de Harvey, Iowa, causou danos menores a plantações, árvores e edifícios. O tornado mais significativo do evento foi um forte tornado EF3 perto de Lacona, Iowa, que destruiu o Iowa Operator Engineers Training Facility, onde vários grandes armazéns de metal foram completamente destruídos, com detritos espalhados por toda a área. Sapatas de metal foram arrancadas do concreto em algumas dessas estruturas. Em outras partes ao longo do caminho, árvores, silos de grãos e algumas fazendas sofreram danos menos graves.

### 29 de agosto (China)
Na noite de 29 de agosto, um forte tornado EF2 atingiu Nada, Hainan, no sul da China, causando oito mortes e deixando duas pessoas feridas. Várias fábricas e edifícios industriais foram severamente danificados ou destruídos, e as casas também sofreram danos significativos. As mortes ocorreram quando as moradias temporárias para trabalhadores em um canteiro de obras foram obliteradas. Muitas árvores e postes de energia foram derrubados, alguns dos quais pousaram em estruturas e veículos.

## Setembro
Houve 87 tornados relatados nos Estados Unidos em setembro, dos quais 83 foram confirmados.

### 5 de setembro (furacão Dorian)
| EFU | EF0 | EF1 | EF2 | EF3 | EF4 | EF5 |
| --- | --- | --- | --- | --- | --- | --- |
| 0   | 18  | 5   | 2   | 0   | 0   | 0   |

Em 5 de setembro, a aproximação e chegada do furacão Dorian desencadeou um risco aumentado do SPC com uma rara área não eclodida de 15% para tornados. Um pequeno, mas destrutivo surto de tornado ocorreu nas Carolinas, quando supercélulas embutidas nas bandas externas do furacão chegaram à costa. Um tornado EF1 atingiu Little River, Carolina do Sul, danificando docas, árvores e casas. Em North Myrtle Beach, um tornado EF0 danificou casas móveis e condomínios. A maioria dos tornados ocorreu na Carolina do Norte, incluindo um tornado EF2 prejudicial que destruiu vários trailers e casas móveis em Emerald Isle, além de causar graves danos ao telhado de algumas casas de madeira. Outro tornado EF2 atingiu Carolina Shores, arrancando grandes seções do telhado de várias casas, quebrando muitas árvores e ferindo uma pessoa. Dois tornados EF0 separados atingiram Wilmington, resultando em pequenos danos a árvores e casas na cidade. Outro tornado EF0 passou pelo centro de New Bern, causando pequenos danos a árvores e toldos. Um total de 25 tornados foram confirmados como resultado deste surto.

### 10 a 11 de setembro
| EFU | EF0 | EF1 | EF2 | EF3 | EF4 | EF5 |
| --- | --- | --- | --- | --- | --- | --- |
| 2   | 3   | 1   | 6   | 0   | 0   | 0   |

Em 10 de setembro, vários tornados ocorreram em partes das Grandes Planícies do Norte, vários dos quais foram fortes. Um tornado de cunha EF2 de múltiplos vórtices passou por áreas rurais perto de Fort Laramie, Wyoming, causando danos significativos a casas e outras estruturas. Pouco antes da meia-noite, três breves, mas fortes tornados EF2 de alto nível impactaram a cidade de Sioux Falls, Dakota do Sul, causando graves danos. O primeiro tornado atingiu áreas residenciais no lado sul da cidade, onde várias casas tiveram telhados e paredes externas arrancadas. O segundo tornado atingiu o Centro de Saúde Avera Behavioral Health Center e o Hospital Avera Heart no sudeste de Sioux Falls, onde várias janelas foram quebradas e oito pessoas ficaram feridas por estilhaços de vidro e detritos, enquanto uma teve o crânio fraturado ao ser jogada contra a parede externa. do edifício. O hospital também sofreu danos consideráveis no telhado e na fachada, e carros foram jogados no estacionamento. O terceiro tornado pousou mais perto do centro da cidade, virando carros, danificando gravemente empresas e arrancando o telhado de um prédio de apartamentos de vários andares. Numerosas árvores também foram quebradas ou arrancadas pelos três tornados. Estima-se que os ventos tenham atingido 130 mph no tornado Hospital Avera Heart. Vários outros tornados fracos também atingiram a região naquele dia. Em 11 de setembro, dois tornados EF2 ocorreram perto de Fleming, Colorado, com um quebrando postes de energia e o outro destruindo um celeiro de postes. Um breve tornado EF0 também pousou em Grand Rapids, Michigan, derrubando o telhado de um prédio de apartamentos. Um total de 12 tornados foram confirmados.

### 24 de setembro
| EFU | EF0 | EF1 | EF2 | EF3 | EF4 | EF5 |
| --- | --- | --- | --- | --- | --- | --- |
| 4   | 2   | 1   | 0   | 1   | 0   | 0   |

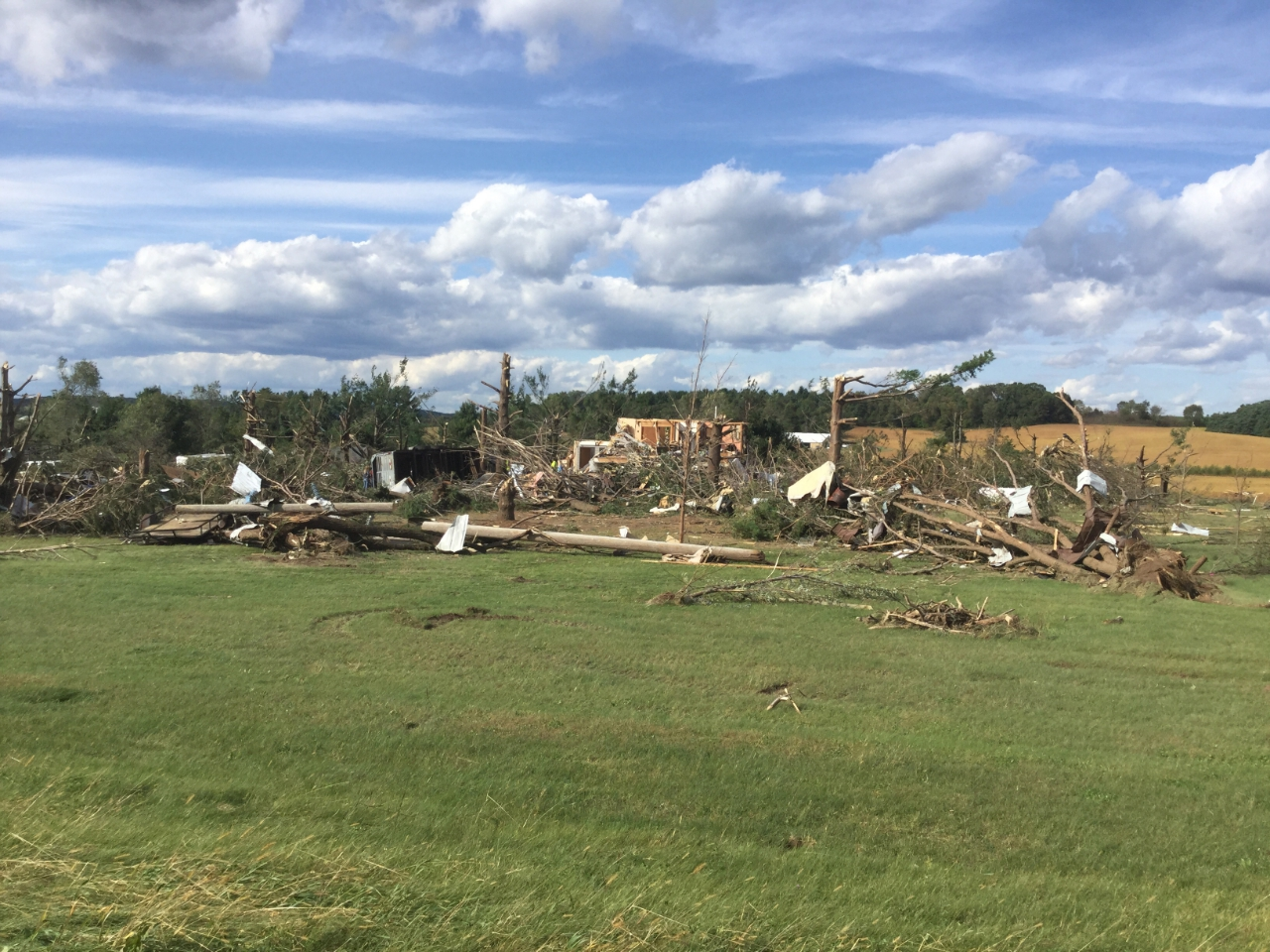
Árvores desnudas e danos EF3 a uma casa perto de Elk Mound, Wisconsin.

Na noite de 24 de setembro, um grande tornado atingiu o vilarejo de Elk Mound, Wisconsin, onde árvores foram derrubadas e algumas casas sofreram danos moderados. O tornado continuou para o nordeste e se intensificou ao passar pelas áreas rurais fora da cidade, atingindo a intensidade EF3 e destruindo várias casas e trailers na área. Veículos foram jogados e danificados, enquanto celeiros, dependências e unidades de auto-armazenamento foram destruídas, e várias árvores foram quebradas, desnudadas e parcialmente descascadas também. Três pessoas ficaram feridas pelo tornado. Um tornado EF1 passou perto de Greenwood, Wisconsin, danificando árvores, silos e celeiros e matando três vacas. Mais a leste, um tornado EF0 causou danos menores em Lake City, Minnesota. Alguns outros tornados fracos atingiram Kansas, Texas e Iowa também. Um total de oito tornados foram confirmados.

## Outubro
Houve 66 tornados relatados nos Estados Unidos em outubro, dos quais 62 foram confirmados.

### 12 de outubro (Japão)
Em 12 de outubro, o tufão Hagibis produziu um forte tornado EF2 em cunha que atingiu a província de Chiba, causando graves danos em Ichihara, sudeste de Tóquio. Várias casas sofreram grandes danos estruturais, algumas das quais sofreram perda de telhado e danos nas paredes externas. Vários carros foram lançados e danificados, e um homem morreu quando seu veículo foi capotado pelo tornado. Detritos foram espalhados pelas estradas e enrolados em linhas de energia, e árvores e postes de energia foram quebrados. Pelo menos outras cinco pessoas ficaram feridas. O tornado era claramente visível no radar, com um eco de gancho e uma bola de detritos presente.

### 18 a 20 de outubro (tempestade tropical Nestor)
| EFU | EF0 | EF1 | EF2 | EF3 | EF4 | EF5 |
| --- | --- | --- | --- | --- | --- | --- |
| 0   | 4   | 1   | 1   | 0   | 0   | 0   |

Vários tornados atingiram a Flórida, Geórgia e Carolina do Sul em associação com a tempestade tropical Nestor. O tornado mais forte foi um tornado EF2 grande e destrutivo que atingiu Kathleen, Flórida, a oeste de Lakeland. Ele destruiu uma casa enquanto causava danos significativos a outras casas, danificou significativamente o telhado da Kathleen Middle School, derrubou cercas e árvores, jogou um trailer em uma residência e capotou um reboque de trator. Um tornado EF1 também danificou 18 casas e danificou ou destruiu vários veículos na parte noroeste de Cape Coral, Flórida.

### 20 a 22 de outubro (centro-sul dos Estados Unidos)
| EFU | EF0 | EF1 | EF2 | EF3 | EF4 | EF5 |
| --- | --- | --- | --- | --- | --- | --- |
| 0   | 13  | 20  | 2   | 1   | 0   | 0   |

Na noite de 20 de outubro, um tornado EF3 intenso e destrutivo atravessou áreas densamente povoadas de Dallas e Richardson, Texas. Numerosas casas, empresas, escolas, igrejas e outros edifícios foram severamente danificados ou destruídos pelo tornado. Numerosas árvores e linhas de energia também foram derrubadas ao longo do caminho. Um tornado EF2 de última geração também atingiu o subúrbio de Garland, Texas, e danificou gravemente vários armazéns e casas. Vários outros tornados afetaram áreas dentro e ao redor do metroplex Dallas-Fort Worth naquela noite, incluindo um tornado EF1 de ponta que se moveu por áreas residenciais em Rowlett e Wylie, causando danos consideráveis no telhado de várias casas. No dia seguinte, um tornado EF2 grande de 2.4 km (1.5 mi) atingiu Siloam Springs, Arkansas, danificando muitas casas e empresas. O tornado continuou para o nordeste e causou danos adicionais em Rogers, Arkansas. Mais tarde, um tornado EF1 atingiu áreas ao sul de Memphis, Tennessee, danificando um complexo de apartamentos, empresas, árvores e veículos. Dois tornados EF0 fracos pousaram em 22 de outubro, causando pequenos danos antes do fim do surto. Um total de 36 tornados foram confirmados como resultado deste surto.

### 20 de outubro (Indonésia e Malásia)
Em 20 de outubro, um tornado passou por três aldeias diferentes em Batu, East Java na Indonésia, causando uma fatalidade, danificando fortemente ou destruindo cerca de 20 casas e causando danos leves a moderados a muitas outras casas. O tornado também quebrou árvores e danificou partes da rede elétrica nas aldeias afetadas. Outro tornado foi relatado perto de Kedah, na Malásia, destruindo duas dezenas de casas.

### 31 de outubro a 1 de dezembro
| EFU | EF0 | EF1 | EF2 | EF3 | EF4 | EF5 |
| --- | --- | --- | --- | --- | --- | --- |
| 0   | 4   | 5   | 1   | 0   | 0   | 0   |

Na noite de Halloween, uma frente fria poderosa e rápida varreu o leste dos Estados Unidos. Vários tornados atingiram o solo, o mais significativo dos quais foi um tornado EF2 que atingiu o subúrbio de Glen Mills, na Filadélfia, Pensilvânia. O tornado danificou gravemente três casas na cidade e causou danos menores a várias outras. Numerosas árvores foram quebradas ou arrancadas pelo tornado e duas pessoas ficaram feridas. Vários outros tornados EF0 e EF1 ocorreram no Tennessee, Virgínia e Carolina do Sul. Em Gilbert, Carolina do Sul, um tornado pousou e moveu as arquibancadas da Pleasant Hill Middle School antes de se dissipar. naquela noite também. O sistema de tempestades também produziu alguns tornados adicionais em toda a região em 1 de novembro, incluindo um tornado EF1 que se moveu por Madison, Nova Jersey, derrubando várias árvores. Algumas das árvores pousaram em casas, veículos e linhas de energia. Outro tornado EF1 também atingiu a borda sul de Chesapeake, Virgínia, destruindo um atrelado e causando danos ao telhado, telhas e sarjetas de várias casas. Um total de 10 tornados foram confirmados.

## Novembro
Houve 19 tornados relatados nos Estados Unidos em novembro, todos confirmados.

### 4 de novembro (Grécia)
No dia 4 de novembro, logo após as 13h, um grande tornado de F1 de alta gama pousou na cidade grega de Kalamata e atingiu uma fábrica de azeite, causando danos consideráveis. Nenhuma vítima foi relatada.

### 12 de novembro (África do Sul)
O Serviço Meteorológico Sul-Africano confirmou um tornado de força não classificada perto de New Hanover, KwaZulu-Natal.  O tornado forte quebrou e arrancou várias árvores e danificou ou destruiu várias casas. Duas pessoas morreram e várias outras ficaram feridas.

### 18 de novembro (Nova Zelândia)
Um tornado atingiu a cidade de Christchurch em 18 de novembro, arrancando telhados, quebrando janelas e ferindo duas pessoas. Nenhuma morte foi relatada. O tornado foi acompanhado por uma forte tempestade que trouxe granizo, raios e trovões, bem como uma tromba d'água que foi avistada no mar em New Brighton.

### 26 a 27 de novembro
| EFU | EF0 | EF1 | EF2 | EF3 | EF4 | EF5 |
| --- | --- | --- | --- | --- | --- | --- |
| 1   | 3   | 2   | 2   | 0   | 0   | 0   |

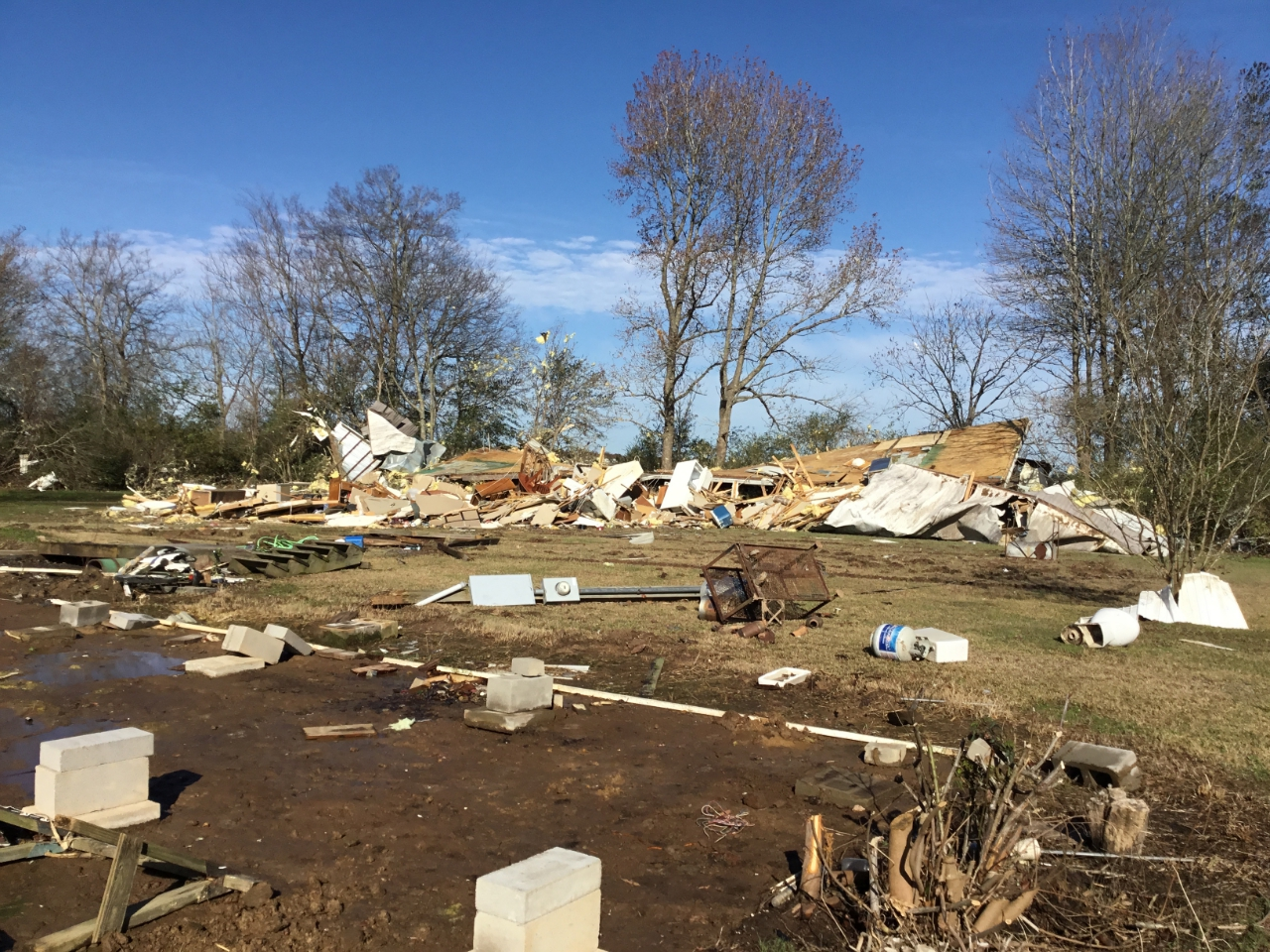
Danos EF2 a uma casa móvel perto de Baskin, Louisiana.

Uma frente fria trouxe pancadas de chuva, rajadas de vento e mau tempo para o sul dos Estados Unidos na noite de 26 de novembro. Alguns tornados, dois deles fortes, atingiram a Louisiana e o Mississippi. um EF2 tornado perto de Baskin, Louisiana, destruiu duas casas móveis, derrubou árvores e postes de energia e derrubou uma igreja parcialmente de sua fundação. Duas pessoas, uma das quais morreu mais tarde, ficaram feridas em uma das casas móveis. Outro EF2 tornado danificou casas e destruiu dependências em Star, Mississippi. Dois EF1 tornados na Louisiana e no Mississippi também causaram danos que se limitaram principalmente às árvores. Na manhã de novembro Em 27 de novembro, uma supercélula de topo baixo gerou três breves tornados EF0 nos condados de Pike e Barbour, no Alabama, resultando em danos menores. um EF1 tornado derrubou grandes árvores e galhos de árvores perto de Puckett, Mississippi também. Um total de oito tornados foram confirmados, juntamente com uma fatalidade.

### 29 de novembro
| EFU | EF0 | EF1 | EF2 | EF3 | EF4 | EF5 |
| --- | --- | --- | --- | --- | --- | --- |
| 0   | 3   | 1   | 0   | 0   | 0   | 0   |

Um evento noturno incomum de tornado ocorreu no Arizona, quando quatro fracos pousaram à noite nos subúrbios de Phoenix. O tornado mais forte, classificado como EF1, passou por Glendale e Scottsdale, arrancando telhados e derrubando grandes árvores, algumas das quais caíram sobre veículos. Um EF0 separado O tornado também passou por Glendale e Scottsdale, derrubando árvores adicionais e arrancando garagens. um EF0 tornado também causou danos menores em árvores em Higley, enquanto outro EF0 tornado atingiu Queen Creek, danificando telhados e derrubando árvores e postes de energia.

## Dezembro
Houve 72 tornados relatados nos Estados Unidos em dezembro, dos quais 56 foram confirmados.

### 5 de dezembro (Indonésia)
Em 5 de dezembro, tempestades foram relatadas sobre a Indonésia. Uma tempestade sobre a Ilha Rote produziu uma tromba d'água que se moveu para a costa, tornando-se um tornado e causando danos significativos. Muitas casas foram danificadas pelo tornado e pelo menos uma pessoa ficou ferida.

### 10 a 11 de dezembro (Indonésia)
Em 10 de dezembro, um tornado atingiu Bangkalan, causando danos significativos, mas sem mortes. Vários edifícios sofreram vários graus de danos, incluindo um armazém e uma oficina. Muitas árvores e postes de energia foram derrubados, incluindo um poste elétrico que caiu sobre um carro. Um segundo tornado envolto em chuva também pousou em outra parte de Bangkalan, derrubando árvores, uma das quais pousou em um carro e causou uma fatalidade. Em 11 de dezembro, uma forte tempestade produziu um tornado em Magetan, tirando o telhado de várias casas e lojas, causando graves danos às árvores e ferindo duas pessoas.

### 16 a 17 de dezembro

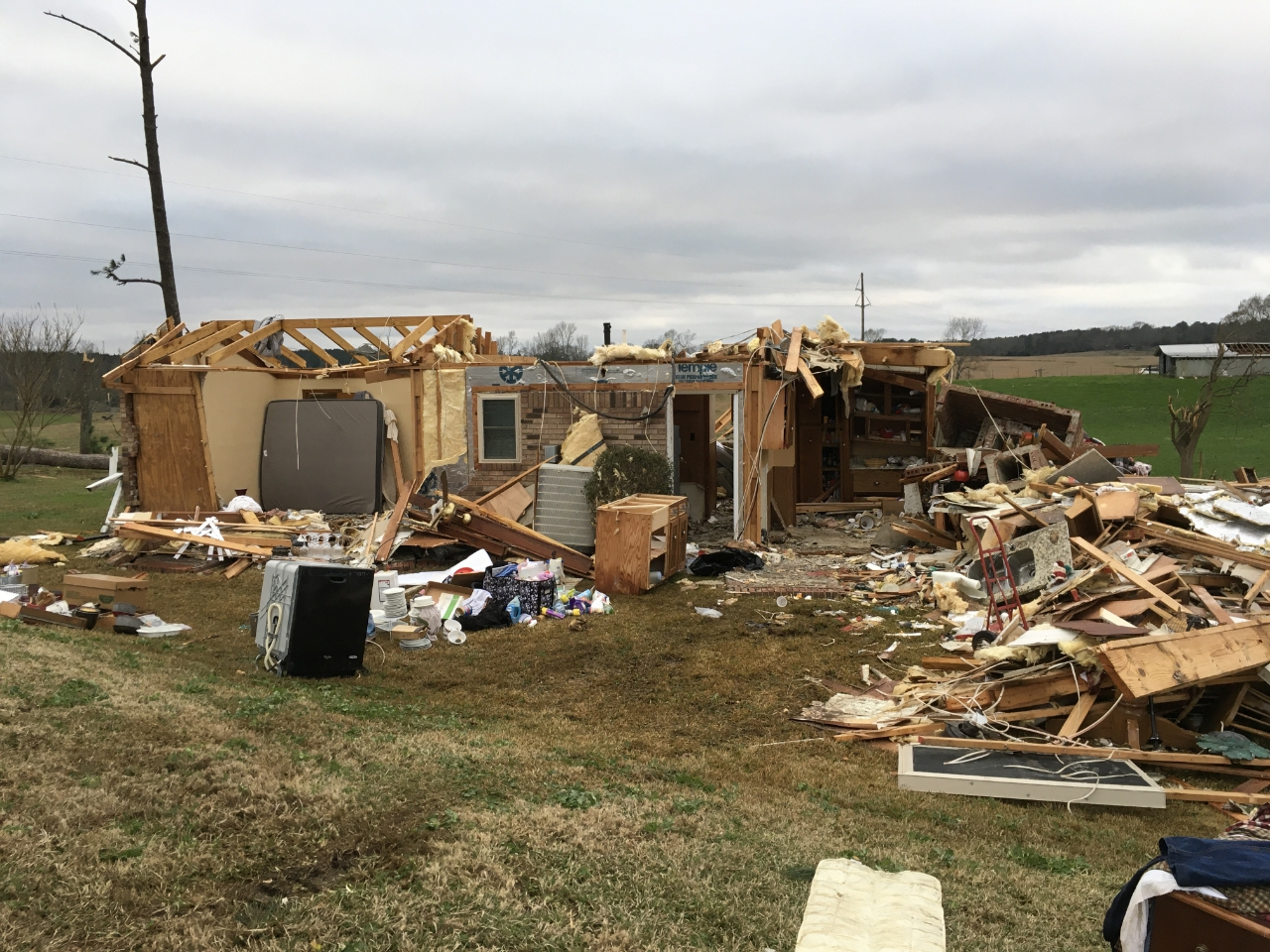
EF3 danos a uma casa perto de Mize, Mississippi.

Um surto de tornado significativo se desenrolou no sul dos Estados Unidos, particularmente em Louisiana, Mississippi e Alabama durante a tarde e a noite de 16 de dezembro. O Centro de Previsão de Tempestades emitiu um risco moderado com 15% de chance de tornados significativos para a região após uma atualização do risco aumentado. O evento foi bem previsto, com perspectivas sendo emitidas até o dia 5. Muitos avisos de tornado PDS e uma rara emergência de tornado em Alexandria, Louisiana, foram emitidos. Um tornado EF3 atingiu Alexandria e áreas fora da cidade, causando grandes danos e uma fatalidade. Mais duas fatalidades ocorreram em Lawrence County, Alabama, como resultado de um tornado EF2 que atingiu perto de Town Creek. Os tornados EF3 também causaram danos graves nas cidades de Sumrall e Laurel, Mississippi. Danos significativos dos tornados EF2 também ocorreram em Guntown e Columbia, Mississippi. Vários outros tornados, vários dos quais fortes, também afetaram as áreas rurais. Em 17 de dezembro, alguns tornados adicionais atingiram a Geórgia, incluindo um EF2 de última geração que causou grandes danos às estruturas na pequena comunidade de Mystic. No geral, este surto resultou em três mortes e produziu um total de 40 tornados.

### 28 a 29 de dezembro
| EFU | EF0 | EF1 | EF2 | EF3 | EF4 | EF5 |
| --- | --- | --- | --- | --- | --- | --- |
| 0   | 5   | 5   | 0   | 0   | 0   | 0   |

Um vale de ondas curtas atravessou o Novo México e o Texas em 28 de dezembro e se transformou em uma baixa que se moveu pelo sudeste dos Estados Unidos em 29 de dezembro, trazendo fortes tempestades para o meio-oeste e o sul profundo. Em 28 de dezembro, dois tornados EF0 danificaram casas móveis e prédios de fazendas em Oklahoma e Missouri. A atividade foi mais intensa na tarde e noite de 29 de dezembro, quando uma série de oito tornados EF0 e EF1 atingiu o Mississippi, danificando casas e edifícios anexos e causando grandes danos às árvores. Um total de 10 tornados foram confirmados.